# Ianthe Sahadat
Ianthe Sahadat is een Nederlandse onderzoeksjournalist en auteur.

## Biografie
Sahadat heeft een Nederlandse moeder en een Surinaamse vader. Zij studeerde van 1996 tot 2002 geschiedenis aan de Universiteit van Leiden en in 2005 journalistiek aan de Erasmus Universiteit Rotterdam.
Sinds 2007 werkt ze voor de Volkskrant. Haar artikelen beslaan een breed scala aan maatschappelijke onderwerpen, zoals onderwijs, medisch onderzoek en migratie.
Samen met Merijn Rengers schreef Sahadat over wantoestanden op Hogeschool Inholland: toen bij de opleiding Media en Entertainment Management in Haarlem veel studenten hun diploma niet leken te gaan halen dreigde de opleiding veel overheidsgeld mis te lopen. Met een truc van Inholland werden veel ouderejaars toch aan een diploma geholpen.

## Romans
Naast haar werk voor de krant schrijft Sahadat ook fictie. In 2016 debuteerde zij met de psychologische roman Drijfhout. De hoofdpersoon is een jonge volwassene die, nadat ze is verlaten door haar geliefde, met obsessieve gedachten door het leven gaat. Bij de uitreiking van de journalistieke prijs De Tegel in 2016 verkeerde Sahadat in een depressie nadat ze kort daarvoor een aantal heftige privé-gebeurtenissen had meegemaakt. In 2019 verscheen haar jeugdroman Zonder handen over een jongvolwassene die zo onopvallend mogelijk door het leven wil gaan. Ook in deze roman speelt depressiviteit een rol.

## Prijzen
- 2011 - De Tegel, samen met Merijn Rengers voor hun onthullingen over Inholland[11]
- 2011 - Nationale Prijs voor de Onderwijsjournalistiek, samen met Merijn Rengers voor hun onthullingen over Inholland[12][13]